# Osmerus spectrum
Osmerus spectrum is een straalvinnige vissensoort uit de familie van de spieringen (Osmeridae). De wetenschappelijke naam van de soort is voor het eerst geldig gepubliceerd in 1870 door Cope.